# Île de Boëd
L’île de Boëd (ou, parfois, Boëde) est une île du golfe du Morbihan, en France.

## Toponymie
Boëd semble être dérivée du mot breton : « Boem » ou « Boed » (sillon fraîchement retourné). Littéralement : l’île du sillon ou l’île « en friche ».

## Géographie et écologie

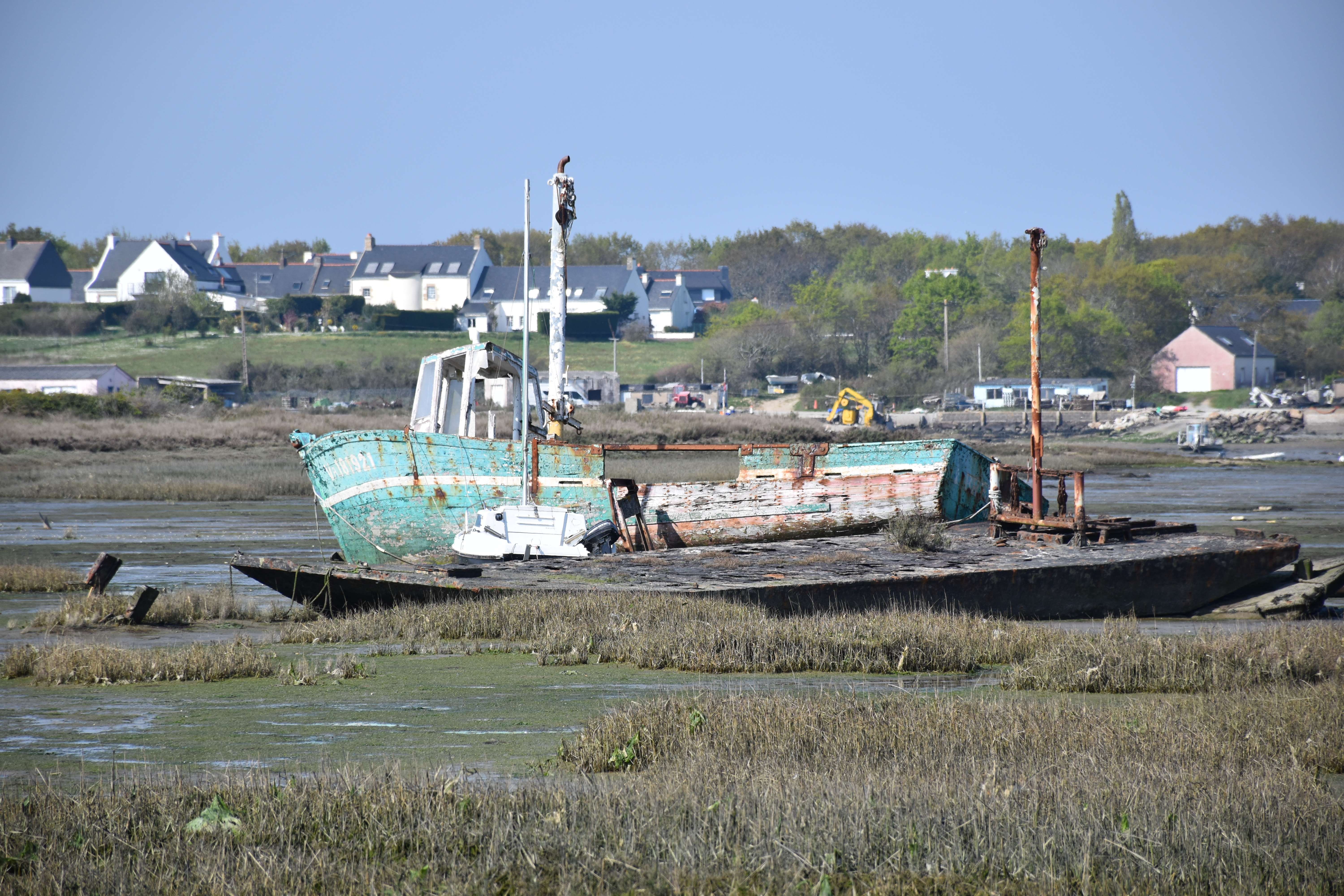
Cimetière de bateaux.

L'île mesure environ 40 ha, 1,6 km de long et 80 m de large dans sa partie la plus étroite. Située au nord-est du golfe, elle dépend administrativement de la commune de Séné. Elle est accessible à marée basse depuis le hameau de Cadouarn par le gué de Gornevez  aménagé par les agriculteurs qui exploitaient l’île autrefois.
La plus grande partie de l'île est la propriété du Département du Morbihan (espaces naturels sensibles). Des opérations d'élimination du Baccharis halimifolia (espèce invasive réglementée) y sont menées régulièrement.
Le sud de l'île est colonisé par un herbier de Zostère marine, un habitat sous-marin fragile. Ils sont soumis à une réglementation particulière interdisant la pêche à la drague et les concessions ostréicoles et le mouillage y est restreint. Au nord, est également présent un important herbier de Zostère naine. La pêche à pied de loisirs y est interdite.

## Constructions
L'île compte 5 habitations. On y trouve également une chapelle du XVe siècle dédiée à saint Vital et la tour de Ténéro, habitation de gardien ou de douaniers, au sud-est, rebâtie en 1899.
Elle abrite également les restes d'un dolmen,. 